# Riken Yamamoto
Riken Yamamoto (山本理顕, Yamamoto Riken) (Pekín, China, 15 de abril de 1945), es un arquitecto japonés. El 5 de marzo de 2024 recibió el Premio Pritzker, considerado el premio más prestigioso de la arquitectura, convirtiéndose en el noveno arquitecto japonés en recibir tal honor.

## Biografía
Yamamoto nació de padres japoneses en Pekín, China. Sus padres se habían mudado de Japón a China por el trabajo de su padre como ingeniero. En 1947, la familia regresó a un Japón devastado por la Segunda Guerra Mundial. En 1949, tras la muerte de su padre cuando tenía cuatro años, Yamamoto se mudó a la ciudad natal de su madre, Yokohama, al sur de Tokio.
Durante la etapa universitaria, se decantó por Arquitectura, estudiado primero en la Universidad de Nihon, donde se graduó en 1967, y posteriormente amplió sus estudios en Tokio, donde llegó a coincidir con Hiroshi Hara.
En 1973 constituyó su primer estudio, Yamamoto & Field Shop Co. Ltd, desde el que comenzó a desarrollar proyectos, comenzando por una escala residencial, hasta llegar a grandes complejos de equipamientos. Sus obras se caracterizan por generar relaciones entre los usuarios, procurando que estos no se aíslen los unos con respecto a los otros. Persigue la unión de culturas e historias de gentes de diferentes generaciones, con un estilo que puede ser definido como de internacional, en el que destaca un fuerte racionalismo con la sencillez característica de la arquitectura japonesa.
Años más tarde, a partir del 2000, inició su actividad docente en la Universidad Nacional de Yokohama, donde ejerció hasta 2011. Posteriormente, a partir de 2015, impartió clases en la Universidad de Nihon.
En 2024, obtuvo el premio Pritzker "por crear conciencia en la comunidad sobre cuál es la responsabilidad de la demanda social, por cuestionar la disciplina de la arquitectura, por calibrar cada respuesta arquitectónica individual y, sobre todo, por recordarnos que en arquitectura, como en democracia , los espacios deben crearse teniendo en cuenta la voluntad de la gente".

## Proyectos destacados
- 1975: Casa Mihira, Prefectura de Kanagawa
- 1977: Casa Shindo, Prefectura de Kanagawa
- 1977: Yamakawa Villa
- 1978: Casa Kubota, Tokio
- 1978: Casa Yamamoto, Prefectura de Kanagawa
- 1978: Studio Steps, Prefectura de Kanagawa
- 1980: Casa Seno, Tokio
- 1982: Casa Fujii, Prefectura de Kanagawa
- 1983: Casa Niikura, Tokio
- 1983: Casa Sato, Tokyo
- 1984: Galleria ESSES, Tokio
- 1985: Casa Omata, Prefectura de Kanagawa
- 1986: Kirara Hikari-ga-oka, Tokio
- 1986: GAZEBO Prefectura de Kanagawa
- 1987: Dormitorio Daiko, Prefectura de Kanagawa
- 1987: Marufuji (Kosaku), Tokio
- 1988: Edificio Hamlet Tokyo
- 1988: Galería Fujii, Tokio
- 1989: Casa Wakatsuki, Prefectura de Kanagawa
- 1990: Residencial Hotakubo, Prefectura de Kunamoto
- 1992: Inter-Junction City XYSTUS Prefectura de Kanagawa
- 1992: Casa en Katsushika Tokyo
- 1992: Casa en Okayama, Okayama[6]
- 1992: Inter-Junction City building GF, Prefectura de Kanagawa
- 1993-94: Inter-Junction City, Prefectura de Kanagawa
- 1995: Casa en Kamakura, Kamakura
- 1996: Iwadeyama Junior High School, Prefectura de Miyagi
- 1996: Clínica Yamamoto, Okayama
- 1996: Shimoizumi Community Center, Prefectura de Kanagawa
- 1998: Kitano Office, Japón
- 1999: Universidad de la Prefectura de Saitama, Saitama
- 2000: Future University Hakodate, Hokkaido
- 2000: Sede de los Bomberos de Hiroshima, Hiroshima
- 2001: Tokyo Wells Technical Center, Shizuoka
- 2001: Ban Building, Japón
- 2002: D Clinic, Saitama
- 2003: Shinonome Canal Court Block 1 Tokyo
- 2004: Casa de Aluminio, Saga
- 2004: Jian Wai SOHO, Pekín
- 2005: 2005: Edificio de Investigación de la Futura Universidad de Hakodate, Hokkaido
- 2005: Proyecto de Oficina SUSTRG, Fukushima
- 2007: Museo de Arte de Yokosuka, Prefectura de Kanagawa
- 2008: Namics Techno Core, Niigata
- 2008: Vivienda Guan Yuan, Pekín
- 2009: Centro de Investigación Óptica de la Universidad de Utsunomiya Tochigi
- 2010: Residencial Pangyo, Seongnam
- 2012: Biblioteca de Tianjin[7]
- 2018: Aeropuerto de Zúrich[8]

| Predecesor: David Chipperfield | Premio Pritzker de Arquitectura 2024 | Sucesor: Liu Jiakun |